# 聯盟17號崖
79°31′S 159°8′E / 79.517°S 159.133°E
聯盟17號崖（英語：Soyuz-17 Cliff）是南極洲的山崖，位於奧次地，長6公里，處於卡萊恩冰川北面，屬於庫克山脈的一部分，海拔高度約500米，現時由南極條約體系管理。